# Сахих аль-Бухари
«Сахи́х аль-Буха́ри» (араб. صحيح البخاري‎) — один из шести основных суннитских сборников хадисов (Кутуб ас-ситта). Хадисы собраны средневековым исламским богословом Мухаммадом аль-Бухари, после того как на протяжении двух веков эти хадисы передавались в устном виде. «Сахих аль-Бухари» для суннитов является одним из трёх самых надежных сборников хадисов вместе с «Сахихом» Муслима и «Муваттой» имама Малика. Некоторые богословы считают «Сахих аль-Бухари» самой достоверной исламской книгой после Корана. Арабское слово сахих переводится как достоверный, подлинный.

## Название
Согласно Ибн ас-Салаху, «Сахих аль-Бухари» правильнее называть: «Аль-джами‘ аль-муснад ас-сахих аль-мухтасар мин умур расули-Ллах ва сунани-хи ва айами-хи». Ибн Хаджар аль-Аскаляни упомянул то же название, заменив слово «умур» словом «хадис».

## Отличительные особенности
Известный исламский богослов Амин Ахсан Ислахи перечислил три главных качества «Сахиха аль-Бухари»:
1. Качество и надёжность цепи передатчиков выбранных хадисов. Мухаммад аль-Бухари использовал два средства суждения  отбора устного повествования. Во-первых,  время жизни передатчика должен совпадать с тем временем, о котором он повествует. Во-вторых, должно быть проверено, действительно ли передатчики хадисов встречались в жизни. Средства суждения аль-Бухари оказались строже, чем они были у Муслима.
2. Аль-Бухари принимал хадисы только от проверенных богословов и не принимал их от мурджиитов.
3. Особое расположение и порядок глав сделало книгу полезным руководством для понимания  строгих порядков веры[7].

## Достоверность
Ибн Хаджар аль-Аскаляни, указывая Абу Джафара аль-Акили, писал: «После того, как аль-Бухари написал „Сахих“, он прочитал его с Али ибн аль-Мадини, Ахмадом ибн Ханбалем, Яхьёй ибн Маином и другими. Они посчитали его труд хорошим и засвидетельствовали его достоверность, за исключением четырёх хадисов. Аль-Акили потом сказал, что на самом деле аль-Бухари был прав и в отношении этих четырёх хадисов». Ибн Хаджар заключил: «И они, на самом деле, достоверные».
Ибн ас-Салах сказал в своей книге «Улум аль-хадис»: «Переданы слова аль-Бухари, который сказал: „Я не включил в книгу аль-Джами' ас-Сахих ничего, кроме того, что является достоверным, и я не включил другие достоверные хадисы для краткости“». Кроме того, аз-Захаби сказал: «Передают слова аль-Бухари: „Я запомнил 100 тысяч достоверных хадисов и 200 тысяч менее достоверных“».

## Количество хадисов
Ибн ас-Салах сказал, что в Сахихе аль-Бухари 7275 хадисов, включая повторяющиеся, а без учёта повторяющихся хадисов — 4000.

## Обсуждения
- аль-Кирмани Аль-Каукаб ад-Даради фи Шарх аль-Бухари
- Ибн Хаджар аль-Аскаляни Фатх уль-Бари фи Шарх Сахих аль-Бухари
- Бадруддин аль-Айни Умдат аль-Кари фи Шарх Сахих аль-Бухари[10]
- аль-Касталяни Иршад ас-Сари ли шарх Сахих аль-Бухари[11]
- Аль-Хумайди Тафсир аль-Гариб ма фи ас-Сахихайн
- аз-Заркаши ат-Танких
- Ас-Суюти ат-Тавших
- Шарх Ибн Касира
- Шарх Алауддина Маглатая
- Шарх Ибн аль-Мулаккина
- Шарх аль-Бармави
- Шарх ат-Тилмасани аль-Малики
- Шарх аль-Булькини
- Фатх аль-Бари Ибн Раджаба аль-Ханбали
- Шарх Ибн Абу Хамзы аль-Андалуси
- Шарх Абу аль-Бака аль-Ахмади
- Шарх аль-Бакри
- Шарх Ибн Рашида
- Ахтар Раза Хан[англ.] Хашият аль-Бухари
- Абуль-Хасан Али ибн Халаф ибн аль-Малик Шарх ибн Баттала
- Насир ад-Дин ибн аль-Мунаййир Аль-Мутавари Ала Абваб аль-Бухари
- Анвар Шах аль-Кашмири Файд аль-Бари.

## Переводы на русский язык
В 2002 году благотворительное сообщество «Ибрагим Бин Абдулазиз Аль Ибрагим» выпустил двухтомник на русском языке «Сахих аль-Бухари [Свод хадисов имама аль-Бухари] (Краткое изложение)», а уже в 2003 году издательство «Умма» выпустило книгу «Сахих аль-Бухари [Свод хадисов имама аль-Бухари] (Мухтасар полный вариант)». Создателем  обоих переводов является Владимир Нирша.
- аль-Бухари М. Сахих аль-Бухари [Свод хадисов имама аль-Бухари] (Краткое изложение): в 2-х томах / пер. с араб. В. А. Нирша. — 1-е изд. — М.: Благотворительный Фонд «Ибрагим Бин Абдулазиз Аль Ибрагим», 2002.
- аль-Бухари М. [Свод хадисов имама аль-Бухари] (Мухтасар полный вариант) / пер. с араб. В. А. Нирша. — 1-е изд. — М.: Умма, 2003.

В декабре 2021 года Лаишевский суд Татарстана признал пятое издание 2007 года перевода «Сахиха аль-Бухари» от Владимира Нурши экстремистским, а 5 июля 2022 года Верховный суд Республики Татарстан утвердил вынесенное решение, и 29 августа на основании этого Минюст РФ включил «Сахих аль-Бухари» (за исключением содержащихся в нём сур, аятов и предложений слов из Корана) в Федеральный список экстремистских материалов.
Впоследствии Генеральная прокуратура России сняла вопрос о запрете хадисов Сахих аль-Бухари, чем отменила все предыдущие решения и признала книгу разрешённой в Российской Федерации.
В 2021 году впервые в России был издан перевод на русский язык книги известного османского улема аварского происхождения Умара Дияуддина ад-Дагестани «Зубдат аль-Бухари». Труд аварского шейха представляет собой сокращённый вариант сборника хадисов. Издание осуществлено Духовным управлением мусульман Республики Татарстан при участии Духовного управления мусульман Дагестана и лично муфтия Дагестана шейха Ахмеда Абдулаева.